# Porzellanmanufaktur Ansbach-Bruckberg
Die Porzellanmanufaktur Ansbach-Bruckberg ging 1758 aus der 1710 von Markgraf Wilhelm Friedrich gegründeten Ansbacher Fayencemanufaktur hervor. Zu diesem Zweck hatte Markgraf Alexander Arbeiter aus Meißen angeworben. 1763 wurde die Manufaktur in das Jagdschloss Bruckberg verlegt. Als Ansbach 1806 dem neu gegründeten Königreich Bayern zufiel, wurde der Betrieb privatisiert. 1860 ging die Manufaktur in Konkurs.
Bekannt wurde die Manufaktur im 18. Jahrhundert besonders durch elegante Tafelgeschirre mit nachgeahmtem Berliner Muster und dem Ansbacher Muster sowie Porzellanfiguren im Rokokostil. Die größte Sammlung von Fayencen und Porzellan aus der Ansbacher Manufaktur wird heute in der Residenz Ansbach ausgestellt.